# Кудым-Ош
Кудым-Ош (Кудын-Ош; коми-перм. Кудін Ош букв. Медведь с устья реки Ку) — легендарный богатырь, культурный герой, персонаж коми-пермяцкого национального эпоса, а также вождь и жрец, наделённый сверхъестественной силой.

## О статусе вождя
После гибели отца Кудым-Оша в военном походе, он был избран новым главой рода и получил соответствующие знаки отличия: жезл и четырёхугольное изображение медведя, которое постоянно носил на груди.
Разъезжал верхом на лосе и его не могло убить ни одно оружие. Если стрела всё-таки попадала в него, он мог излечить рану, прижавшись к земле.
Кудым-Ош мог вызвать бурю на реке в случае нападения врагов.

## Семья
Родился в семье чудского вождя-жреца иньвенских пама. Его матерью была колдунья Пэвсин (Одноглазая), зачавшая сына от семени медведя. В молодости он стал вождем одного из племен коми и одновременно шаманом. Женился на дочери мансийского князя красавице Костэ (Хэсте) (по мнению исследователей этим князем был вогульский князь Асыка). Легенды утверждают, что мать заставляла Костэ носить на лице маску из коровьей или лосиной шкуры. В этом мифе, по всей видимости, отражены древние легенды о женитьбе героя на невесте-лосихе, чудесном животном.

## Кудым-Ош в топонимии
- Имя Кудым-Оша носит центр его легендарных родовых земель — Кудымкар.

## Кудым-Ош в искусстве
- В 2008 году в Кудымкаре открыт памятник национальному герою. На монументе Кудым-Ош изображен выходящим из гигантской книги в сопровождении медведя и филина. Памятник сделан пермским скульптором Валентиной Ракишевой.[4]
- Коми-пермяцкий писатель В. В. Климов написал пьесу «Легенда о Кудым-Оше», по которой режиссёр Коми-пермяцкого национального драматического театра С. Андреев поставил одноимённый спектакль[источник не указан 5112 дней].
- В 1988 году киностудией Пермьтелефильм снят мультфильм «Сказание о Кудым-Оше».
- Появляется в игре «Человеколось» (2017), основанной на мифологии коми, как один из персонажей, которых встречает игрок.